# Chylismia cardiophylla
Chylismia cardiophylla är en dunörtsväxtart. Chylismia cardiophylla ingår i släktet Chylismia och familjen dunörtsväxter.

## Underarter
Arten delas in i följande underarter:
- C. c. cardiophylla
- C. c. cedrosensis
- C. c. robusta